# Vía de la Plata

Vía de la Plata

Vía de la Plata (Srebrna droga) – starożytny rzymski szlak komunikacyjny i pielgrzymkowy leżący na zachodzie Hiszpanii, który łączy Méridę i Astorgę.

## Etymologia
Wbrew swojej nazwie Vía de la Plata nigdy nie była szlakiem, którym transportowano srebro. Jej nazwa, podobnie jak w wielu innych przypadkach, jest prawdopodobnie wynikiem błędu fonetycznego. W czasach, gdy Andaluzja znajdowała się pod panowaniem arabskim nazywano ją al-balat (brukowana droga). Od niej też wzięły się nazwy takich miejscowości jak: Albalat i Albalate. Ponieważ jej wymowa przypominała hiszpańskie słowo plata, czyli srebro, z czasem zaczęto ją nazywać Vía de la Plata. Nie wiadomo kiedy dokładnie to się stało, ale na pewno przed 1504 rokiem, gdyż wtedy po raz pierwszy Cristóbal Colón i Antonio de Nebrija udokumentowali jej nazwę.

## Historia

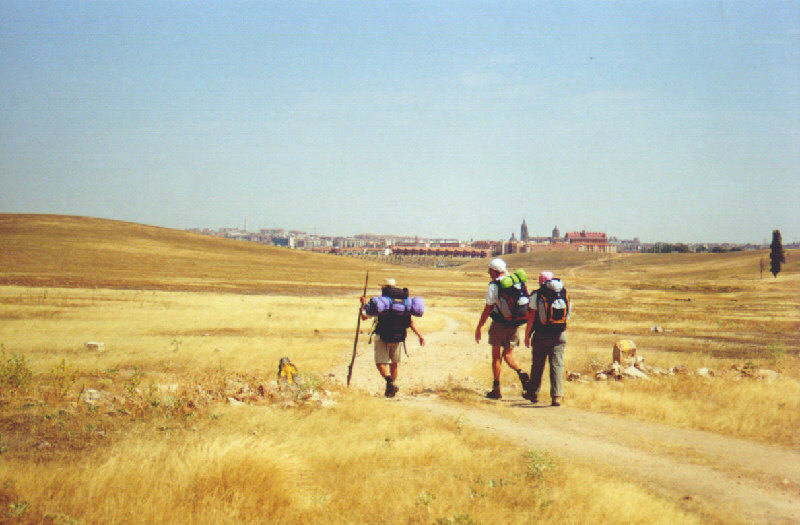
Pielgrzymi podążający do Santiago de Compostela przez Vía de la Plata

Historyczne początki szlaku są niepewne. W oparciu o znaleziska i badania archeologiczne uważa się, że droga była wykorzystywana jako szlak handlowy jeszcze przed nastaniem panowania rzymskiego na Półwyspie Iberyjskim. Zamieszkująca południowe tereny obecnej Hiszpanii kultura Tartessos utrzymywała dzięki niej kontakty handlowe z innymi częściami półwyspu. Ponieważ transportowano nią również cynę, niektórzy badacze nazywają ją „cynową drogą”.
W późniejszych wiekach szlak nadal był wykorzystywany, lecz żadna jego nazwa z tego okresu nie jest znana. Hiszpański pisarz z przełomu XVII i XVIII wieku, Bernabé Moreno de Vargas nazwał trasę „drogą konsularną” oraz „drogą wojskową”, gdyż był przekonany, że istniała ona już w czasach Republiki rzymskiej i była ważnym strategicznie szlakiem. W czasie gdy Rzymianie podbijali północną Hiszpanię, droga rzeczywiście pełniła rolę fundamentalnego szlaku komunikacyjnego i transportowego. Prowadziła bowiem z Andaluzji do północno-zachodniej części półwyspu. Wiele źródeł, w tym m.in. Itinerarium Antonina wspomina, że droga wiodła z Emerita Augusta, (Mérida) do Asturica Augusta (Astorga).
W czasach rzymskich droga pozostała ważnym szlakiem komunikacyjnym i określana była jako via lata (szeroka droga). Dowody archeologiczne wskazują, że Rzymianie przebudowali ją, by (jak się przypuszcza) służyła do transportu złota, o czym wspomina Pliniusz Starszy.
Pierwsza oficjalna nazwa trasy brzmiała Via Delapidata i oznaczała wybrukowaną kamienną drogę. Rozciągała się na przestrzeni około 900 km i łączyła się z inną drogą Via Augusta (lub Via Heraclea).

## Znaczenie kulturowe
Od końca XX wieku, Vía de la Plata jest atrakcją turystyczną, którą różne organy administracji i kultury promują jako wielkie dziedzictwo historyczne, artystyczne, etnograficzne i przyrodnicze. Niektóre fragmenty szlaku faktycznie został uznane za Światowe Dziedzictwo UNESCO. Ponadto droga jest promowana jako jeden ze szlaków pielgrzymkowych prowadzących do grobu św. Jakuba w Santiago de Compostela.